# آنسه-برتران
آنسه-برتران (به فرانسوی: Anse-Bertrand) یک کمون در فرانسه است که در گوادلوپ واقع شده‌است. آنسه-برتران ۶۲٫۵۰ کیلومتر مربع مساحت دارد.

## خواهرخوانده
شهر کلمبوس، اوهایو خواهرخواندهٔ آنسه-برتران هست.